# Orto botanico di Mérida
L'Orto botanico di Mérida ((ES)  Centro Jardín Botánico de Mérida) è un giardino botanico fondato nel 1991 dall'Universidad de los Andes e destinato alla conservazione e allo studio della fauna e della flora regionale. Si trova nella città di Mérida in Venezuela. L'orto occupa un'area di 44 ettari che sono stati donati a questo scopo dall'università, divisi in zone a seconda del tipo di flora; la maggiore di queste zone è occupata da un bosco di pini autoctoni.
Fa parte del Botanic Gardens Conservation International (BGCI), il suo codice di riconoscimento internazionale come istituzione botanica è MERC, come le sigle del suo erbario.
L'Orto botanico è ubicato all'estremo nord della città di Mérida, confina con un bosco naturale e si trova vicino al Parque Zoológico Chorros de Milla. L'area è tra le rive dei fiumi Albarregas e Mucujún, in una valle alla fine della Cordigliera di Mérida attraverso il Páramo Los Conejos.
Data la sua ubicazione geografica a 1.850 m s.l.m. nelle Ande venezuelane, l'orto botanico di Mérida ha una temperatura annuale tra 12 e i 20 °C e un'umidità relativa mensile del 74-81%. L'orto botanico offre visite guidate, giardini tematici e la scalata di alberi, oltre ad altre attività.

## Storia
Nel 1991 la Facoltà di Scienze e Tecnologia (FACITE) dell'Universidad de los Andes creò l'orto botanico al fine di dotare la città e l'università di un luogo di studio e di divulgazione della biodiversità.
Dall'8 dicembre 2002 è aperto a tutto il pubblico e per tutto l'anno.

## Descrizione
Il giardino botanico di Merida è ubicato sul fianco sud-orientale della regione montagnosa della Sierra Nevada venezuelana, in una regione accidentata che presenta aree con pendenze pronunciate, zone di formazioni di rilievi con poca pendenza e un altopiano di circa tre ettari.
L'altitudine del giardino botanico oscilla attorno ai 1.800 metri sul livello del mare e ha una media annuale di piogge di 1.400 mm. Il tipo di suolo è di colore grigio, di carattere acido, con bassi contenuti di materia organica ma alti in alluminio, influenzato da sedimenti alluvionali della gola che attraversa il parco e deposizioni colluviali che provengono dalle parti più alte del páramo (brughiera). Lo strato di superficie è coperto da uno strato di arenaria quarzifera, frammista a siltite e arenaria rossiccia.
La superficie è definita in cinque unità cartografiche delle quali le unità Gea (48,8%) e Ga (34.5%) occupano il 78.3% dell'intera area dell'orto botanico.

## Collezioni

### Bromeliario
| La collezione più importante e più nota dell'orto botanico è costituita dal Bromeliario, che con circa 500 esemplari di Bromeliaceae, appartenenti a 20 generi e 120 specie differenti, rappresenta la più grande collezione del Venezuela e una delle più grandi del Sud America. Le Bromeliaceae sono una famiglia di angiosperme monocotiledoni dell'ordine Poales che comprende oltre 3000 specie diffuse principalmente nella zona tropicale e subtropicale del continente americano. La maggior parte delle specie sono epifite ma vi sono anche alcune specie, come per esempio l'ananas (Ananas comosus) con crescita terrestre. Molte specie della famiglia possiedono una tipica disposizione delle foglie che consente loro di raccoglier l'acqua piovana. Il bromeliario dell'orto botanico di Mérida è stato istituito nel 2000 mediante un programma educativo dell'Instituto Nacional de Cooperación Educativa (INCE). Una seconda tappa fu elaborata nel 2001 con la partecipazione di un gruppo di lavoratori dei Centros de Información Turística de la Corporación Merideña de Turismo (CORMETUR), grazie ad un programma di formazione in giardinaggio e orticoltura. La collezione attuale comprende oltre un quarto delle specie presenti in Venezuela, la maggior parte delle quali appartenenti al genere Tillandsia, con alcune specie endemiche come Aechmea spectabilis e Billbergia rosea. Altre specie presenti sono: Aechmea aquilega, Bromelia pinguin, Pitcairnia maidifolia, Pitcairnia meridensis, Tillandsia schultzei. |